# Pseudotumor
Pseudotumor ist ein falscher Tumor, ein sogenanntes Scheingeschwulst. Darunter fallen z. B. Retentionszysten, Warzen, fibroepitheliale Hyperplasien, Hyperkeratosen, also raumfordernde Geschwulste, die aber nicht die Eigenschaften eines Tumors im engeren Sinne haben. Ausnahme bildet hier der Begriff des Pseudotumor cerebri, der vormals für die Idiopathische intrakranielle Hypertension verwendet wurde.

## Quelle
- Pseudotumor - Definition - gesundheit.de (Memento vom 7. Mai 2016 im Internet Archive)
- Krankheitsbild Pseudotumor cerebri oder Idiopathische intrakranielle Hypertension bei ihev.de, abgerufen am 5. Juli 2013